# 松平頼済
松平 頼済（まつだいら よりすみ）は、江戸時代中期の大名。常陸国府中藩6代藩主。官位は従四位下・播磨守、侍従。

## 略歴
陸奥国守山藩主・松平頼貞の七男。母は茂（松本氏）。幼名は貞五郎。
寛保2年（1742年）、先代藩主の松平頼幸が嗣子なくして早世したため、その養嗣子となって跡を継いだ。同じ支藩の守山藩主・松平頼寛（頼済の実兄）と共に老中堀田正亮の役邸に呼び出しを受けて水戸藩の財政改革を行うことを直接命じられ、これが水戸藩の宝暦の改革となった。天明4年（1784年）5月29日に65歳で死去し、跡を長男・頼前が継いだ。

## 年表
※日付＝旧暦
- 1742年（寛保2年）8月13日、家督相続し、常陸府中藩（茨城県石岡市）藩主を継承する。12月18日、従四位下播磨守に叙任。
- 1743年（寛保3年）12月21日、侍従兼任。
- 1784年（天明4年）5月29日、卒去。法名は寂照院撫誉風航玄津。墓所は茨城県常陸太田市の瑞龍山。

## 系譜
- 正室：愛姫 - 石川総慶の娘
- 長女：久
- 継室：賢姫 - 徳川宗直の六女
- 側室：以保（渡邉氏）
  - 長男：頼前
  - 次男：太田頼陽
- 側室：留伊（宗氏）
  - 次女：吉
  - 三男：頼贇
- 側室：大原氏
  - 四男：忠松